# 大野崇
大野 崇（おおの たかし、1974年8月17日 - ）は、日本の男性キックボクサー、シュートボクサー。格闘家。ISKAオリエンタル世界ミドル級世界チャンピオン。 大分県津久見市出身。UNIT-K所属。
「ハイキックの大野」の異名を持つ。

## 来歴
津久見高校時代に正道会館臼杵支部で空手を始め、武蔵工業大学（現東京都市大学）進学に伴い東京支部に移籍。
1998年10月28日、24歳でK-1デビュー。
2000年6月18日、イギリス・ノースウェールズでリチャード・スミス（王者：イギリス）と対戦し3RKO勝ちで下し、ISKAオリエンタル世界ミドル級王者となった。
2002年2月11日、K-1 WORLD MAX 2002 〜日本代表決定トーナメント〜でベスト4。
K-1 MAX 初期の立役者の１人である。
2005年6月26日、正道会館所属としてシュートボクシングに初参戦し、宍戸大樹と対戦。4Rに右目尻をカットするなど攻め込まれ、判定負け。シュートボクシングを主戦場とするようになった。
2005年9月25日、シュートボクシング興行で土井広之と対戦し、判定負け。スパッツでの参戦となった。
2006年2月9日、シュートボクシング興行で菊池浩一と対戦し、右膝蹴りでKO勝ち。シュートボクシングでの初勝利となった。
2006年5月26日、シュートボクシング興行でアンディ・サワーと対戦し、3Rに3度のダウンを奪われKO負け。
2006年9月23日、シュートボクシング興行で緒形健一と対戦し、判定負け。この大会から所属が「UNIT-K」になった。
2008年6月15日、DEEP GLOVE 2で総合格闘技初挑戦。マッハ道場の岡野裕城と対戦し、パウンドでTKO負け。
2008年7月21日、シュートボクシング興行で王者金井健治とSB日本スーパーウェルター級タイトルマッチで対戦し、シュートポイントを4度奪われ判定負け。
2009年11月28日、ニュージャパンキックボクシング連盟で健太と対戦し、判定負け。試合後のリング上で引退を表明した。
2013年06月30日、自身が所属していたunit-k主催興行にて１試合限りの復活を果たした。
現在は、プロアスリート、格闘家、俳優、歌手、モデル、著名人等のトレーナーとして、さらに雑誌ターザンで監修を行うなど幅広く活躍している。

ターザンにおいて、【格闘技を科学するパーソナルトレーナー】と紹介されている。

## 人物
ホリエモンこと堀江貴文と親交があり、ホリエモンチャンネルに出演している。堀江はSNSにて、
大野が堀江のトレーナーをしていたとつぶやいている
百獣の王こと、武井壮は SNSにて 好きなファイターとして大野の名前をあげている
GENERATIONSの佐野玲於は Twitterにトレーナーである大野との写真をあげている
ハイキックの大野と異名をとるが、実は体が硬い
血液型はA型である
2019年 K-1時代のライバルである魔裟斗、小比類巻貴之、佐藤嘉洋との同窓会のニュースにて、ライバル達と現在も親交がある様子にファンは歓喜した
2020年10月に第1子となる男児が誕生したことを自身のSNSで報告した

## 戦績

### キックボクシング
| キックボクシング 戦績 | キックボクシング 戦績 | キックボクシング 戦績 | キックボクシング 戦績 | キックボクシング 戦績 | キックボクシング 戦績 | キックボクシング 戦績 |
| --------------------- | --------------------- | --------------------- | --------------------- | --------------------- | --------------------- | --------------------- |
| 41 試合               | (T)KO                 | 判定                  | その他                | 引き分け              | 無効試合              |                       |
| 17 勝                 | 11                    |                       |                       | 1                     | 0                     |                       |
| 23 敗                 |                       |                       |                       | 1                     | 0                     |                       |

| 勝敗 | 対戦相手                                         | 試合結果                                  | 大会名                                                                                      | 開催年月日     |
| ×    | 健太                                             | 3R終了 判定0-3                            | ニュージャパンキックボクシング連盟 「ROAD TO REAL KING 14」                                 | 2009年11月28日 |
| ×    | 梅野孝明                                         | 3R終了 判定0-3                            | SHOOT BOXING 2009 武志道-bushido- 其の弐                                                    | 2009年4月3日   |
| ×    | 喜入衆                                           | 3R終了 判定0-3                            | J-NETWORK「Let's Kick with J FINAL」                                                        | 2008年11月30日 |
| ×    | 金井健治                                         | 5R終了 判定0-3                            | SHOOT BOXING 2008 火魂〜Road to S-cup〜 其の四 【SB日本スーパーウェルター級タイトルマッチ】 | 2008年7月21日  |
| ○    | アルトゥール・ヤシュクル                         | 3R 1:04 フロントチョークスリーパー        | SHOOT BOXING 2008 火魂〜Road to S-cup〜 其の壱                                              | 2008年2月3日   |
| ×    | マルコ・ピケ                                     | 3R終了 判定0-3                            | SHOOT BOXING BATTLE SUMMIT GROUND ZERO TOKYO 2007                                           | 2007年10月28日 |
| ×    | HAYATO                                           | 3R 1:03 TKO（左フック）                   | SHOOT BOXING 2007 無双〜MU-SO〜 其の四                                                      | 2007年9月30日  |
| ×    | 鮑輝（バオ・フィ）                               | 3R終了 判定0-3                            | SHOOT BOXING 2007 無双〜MU-SO〜 其の弐                                                      | 2007年5月25日  |
| ○    | 裕樹                                             | 3R終了 判定2-0                            | R.I.S.E. FIREBALL 1                                                                         | 2007年4月12日  |
| ○    | プラカーイケーオ・シンマナサック                 | 2R 0:47 KO（左膝蹴り）                    | SHOOT BOXING 2007 無双〜MU-SO〜 其の壱                                                      | 2007年2月25日  |
| ×    | 緒形健一                                         | 5R終了 判定0-3                            | SHOOT BOXING 2006 NEO ΟΡΘΡΟΖ Series 5th                                                     | 2006年9月23日  |
| ○    | ヤン・デンデレ                                   | 5R終了 判定3-0                            | SHOOT BOXING 2006 NEO ΟΡΘΡΟΖ Series 4th                                                     | 2006年7月7日   |
| ×    | アンディ・サワー                                 | 3R 2:10 KO（3ノックダウン：右ローキック） | SHOOT BOXING 2006 NEO ΟΡΘΡΟΖ Series 3rd                                                     | 2006年5月26日  |
| ○    | 菊池浩一                                         | 4R 1:45 KO（右膝蹴り）                    | SHOOT BOXING 2006 NEO ΟΡΘΡΟΖ Series 1st                                                     | 2006年2月9日   |
| ×    | 土井広之                                         | 5R終了 判定0-3                            | SHOOT BOXING 20th ANNIVERSARY SERIES 4th                                                    | 2005年9月25日  |
| ×    | 宍戸大樹                                         | 5R終了 判定0-3                            | SHOOT BOXING 20th ANNIVERSARY SERIES 3rd                                                    | 2005年6月26日  |
| ×    | マルフィオ"ザ・ウォーリヤータイガー"カノレッティ | 3R終了 判定0-3                            | K-1 WORLD MAX 2004 〜世界王者対抗戦〜                                                       | 2004年10月13日 |
| ○    | ビンセント・スワーンズ                           | 1R 2:56 TKO（膝蹴り）                     | K-1 WORLD MAX 2004 〜世界一決定トーナメント〜                                               | 2004年7月7日   |
| ×    | マグナム酒井                                     | 3R終了 判定0-3                            | 一撃 5.30 ICHIGEKI                                                                          | 2004年5月30日  |
| ×    | アルバート・クラウス                             | 1R 2:31 KO（右フック）                    | K-1 WORLD MAX 2004 〜日本代表決定トーナメント〜                                             | 2004年2月24日  |
| ×    | シン・ノッパデッソーン                           | 延長R終了 判定0-3                         | K-1 WORLD MAX 2003 〜世界王者対抗戦〜                                                       | 2003年11月18日 |
| ×    | マグナム酒井                                     | 5R終了 判定0-2                            | マーシャルアーツ日本キックボクシング連盟 「EXPLOSION-3 〜挑戦者決定戦最終章〜」             | 2003年9月14日  |
| ×    | セルカン・イルマッツ                             | 3R終了 判定0-3                            | K-1 WORLD MAX 2003 〜世界一決定トーナメント〜 【スーパーファイト】                          | 2003年7月5日   |
| ○    | 王三偵（ワン・サンジェン）                       | 3R終了 判定3-0                            | K-1 WORLD MAX 2002 〜世界王者対抗戦〜                                                       | 2002年10月11日 |
| ×    | 清水貴彦                                         | 5R終了 判定0-2                            | 全日本キックボクシング連盟 「ALL JAPAN KICKBOXING 15th ANNIVERSARY SPECIAL BOUT -CRUSH-」   | 2002年7月21日  |
| ×    | チャンプア・ウィラサクレック                     | 1R 1:48 KO（2ノックダウン：左ストレート） | K-1 WORLD MAX 2002 〜世界一決定戦〜 【リザーブマッチ】                                      | 2002年5月11日  |
| ×    | 小比類巻貴之                                     | 3R終了 判定0-3                            | K-1 WORLD MAX 2002 〜日本代表決定トーナメント〜 【準決勝】                                  | 2002年2月11日  |
| ○    | 新田明臣                                         | 1R 2:28 KO（左ハイキック）                | K-1 WORLD MAX 2002 〜日本代表決定トーナメント〜 【1回戦】                                   | 2002年2月11日  |
| ×    | オンドレイ・フットニック                         | 3R終了 判定0-3                            | K-1 WORLD GP 2001 決勝戦 【フレッシュマンファイト】                                         | 2001年12月8日  |
| ○    | 新田明臣                                         | 4R 1:37 KO（左膝蹴り）                    | 全日本キックボクシング連盟 「BLAZE UP」                                                     | 2001年7月22日  |
| ○    | 中村高明                                         | 5R終了 判定3-0                            | 全日本キックボクシング連盟 「CROSS FIRE-II」                                                | 2001年4月6日   |
| ○    | チャド・オーセン                                 | 5R終了 判定3-0                            | Wolf Revolution 〜Second Wave〜                                                             | 2001年1月12日  |
| ○    | 江口真吾                                         | 5R終了 判定3-0                            | K-1 WORLD GP 2000 決勝戦 【フレッシュマンファイト】                                         | 2000年12月10日 |
| ×    | 伊藤隆                                           | 5R終了 判定3-0                            | K-1 J・MAX                                                                                  | 2000年11月1日  |
| ○    | リチャード・ウォルシュ                           | 1R 1:52 KO（右ストレート)                 | WOLF REVOLUTION 〜First Wave〜                                                              | 2000年7月26日  |
| ○    | リチャード・スミス                               | 3R KO（左ハイキック）                     | イギリス 【ISKAオリエンタル世界ミドル級タイトルマッチ】                                     | 2000年6月18日  |
| △    | リチャード・スミス                               | 判定                                      | 【ISKAオリエンタル世界ミドル級タイトルマッチ】                                              | 2000年3月5日   |
| ○    | 久保坂左近                                       | 3R終了 判定2-0                            | K-1 GRAND PRIX '99 決勝戦 【オープニングファイト】                                          | 1999年12月5日  |
| ○    | 大豪寺虎男                                       | 1R 2:06 KO（左膝蹴り）                    | K-1 BRAVES '99 【フレッシュマンファイト】                                                   | 1999年6月20日  |
| ○    | 谷本弘行                                         | 3R 0:30 KO（左ハイキック）                | K-1 THE CHALLENGE '99 【フレッシュマンファイト】                                            | 1999年3月22日  |
| ○    | 岡田明                                           | 3R終了 判定3-0                            | K-1 GRAND PRIX '98 決勝戦 【フレッシュマンファイト】                                        | 1998年12月13日 |
| ○    | 田中克佳                                         | 1R TKO（左ハイキック）                    | K-1 JAPAN '98 〜神風〜 【フレッシュマンファイト】                                           | 1998年10月28日 |
| ×    | 山上健吾                                         | 3R終了 判定0-2                            | マーシャルアーツ日本キックボクシング連盟 キック・ガッツ 梶原一騎杯                          | 1998年7月17日  |

### 総合格闘技
| 勝敗 | 対戦相手 | 試合結果                | 大会名       | 開催年月日    |
| ×    | 岡野裕城 | 1R 4:41 TKO（パウンド） | DEEP GLOVE 2 | 2008年6月15日 |

## 獲得タイトル
- ISKAオリエンタル世界ミドル級王座

### 戦績
- シュートボクシング 選手データ
- K-1 選手データ - ウェイバックマシン（2010年12月16日アーカイブ分）
- SHERDOG 選手データ